# جور (أصفهان)
جور هي قرية في مقاطعة أصفهان، إيران. يقدر عدد سكانها بـ 628 نسمة بحسب إحصاء 2016.